# Brookwood Kirkegård
Brookwood Kirkegård (engelsk: Brookwood Cemetery, også kendt som London Necropolis) er en kirkegård, som blev oprettet i 1852 af London Necropolis Company med henblik på at aflaste Londons kirkegårde. Den voksede meget hurtigt og var i 1854 verdens største kirkegård, en titel, der holdt i mange år.
Kirkegården ligger ved Woking i Surrey.
Oprindeligt var det muligt at komme dertil med en special jernbanelinje, London Necropolis Railway, der udgik fra London Necropolis railway station, som lå ved siden af Waterloo Station. Stationen blev nedrevet efter at være blevet været ødelagt af bombardementer under 2. verdenskrig. På selve kirkegården var der to stationer: Mod nord for nonkonformister og mod syd for anglikanere. Disse stationers perroner findes stadig på kirkegården.
I 1917 blev der oprettet en krigskirkegård, hvor faldne fra både første og anden verdenskrig er placerede. Et militært mindesmærke blev opført i 1958.
Der er også et mindesmærke for Edward Martyren, konge af England.